# Eric Warmerdam
Eric Warmerdam (Amsterdam, 29 mei 1963) is een voormalig Nederlandse kickbokser en was actief als boks- en kickbokstrainer in Almere. Hij was trainer van kickbokser Daniel Ghiță en heeft in het verleden diverse topvechters getraind en gecoacht. 
In het verleden was hij trainer van Remy Bonjasky, waarmee hij meerdere malen de K-1 World Grand Prix Final won. Daarnaast heeft hij met zijn  boksers vier nationale titels gewonnen, waaronder met Suriel Hooker. Deze won de Ben Bril Memorial Boksgala in Carré Amsterdam.
Hij was tevens eigenaar van boksschool Seconds Out in Almere. 